# Macaca sylvanus
El macaco de Berbería (Macaca sylvanus), también llamado mono de Gibraltar y mona rabona, es una especie de primate catarrino de la familia Cercopithecidae que se encuentra actualmente en algunas zonas reducidas de los Montes Atlas del norte de África y en el peñón de Gibraltar, en el sur de la península ibérica. Es el único otro primate aparte de los humanos que puede encontrarse actualmente en libertad en Europa, y el único miembro del género Macaca que vive fuera de Asia.

## Descripción

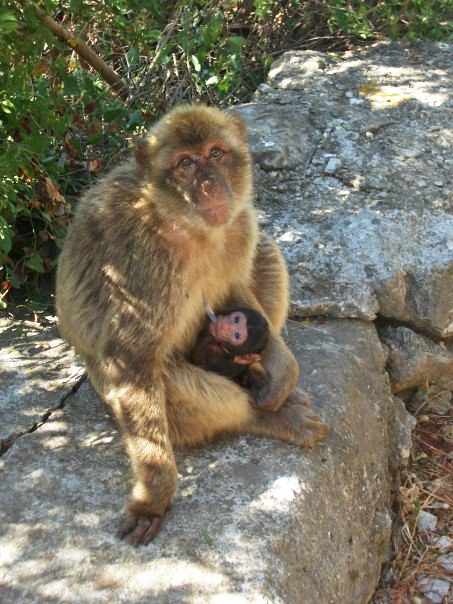
Macaco hembra con cría.

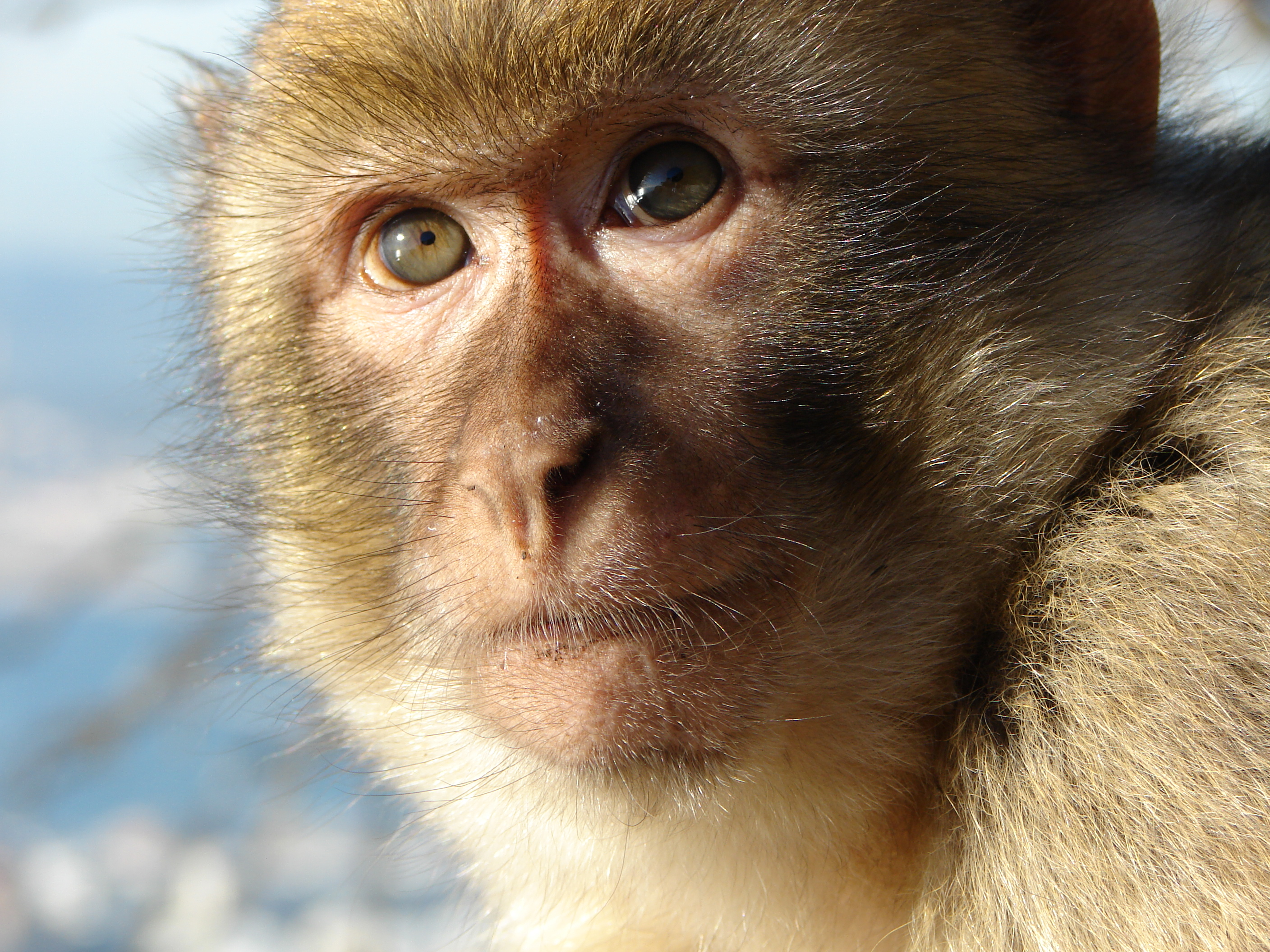
Cara de un ejemplar juvenil

Es un cuadrúpedo de escaso tamaño, nunca superior a los 75 cm de longitud y los 13 kg de peso. El cuerpo está recubierto de pelo pardo-amarillento, ligeramente grisáceo en algunos individuos. La cara, pies y manos son de color rosado, y la cola vestigial y poco apreciable a distancia. Los machos son mayores que las hembras.

## Comportamiento
Los macacos de Berbería son animales diurnos y omnívoros, que viven en bosques mixtos hasta algo más de 2100 metros sobre el nivel del mar. Se mueven constantemente a la búsqueda de frutas, hojas, raíces o insectos, en grupos de entre 10 y 30 individuos de estructura matriarcal dirigidos por una hembra. Tras cuatro o cinco meses de gestación, las hembras paren una cría (dos en casos excepcionales) que son cuidadas tanto por el padre como por la madre. Maduran a los 3 o 4 años de edad y pueden vivir una veintena.

## Hábitat y distribución
Se estima que la población total es de 1200 a 2000 ejemplares. La especie baja conforme se talan los bosques del Atlas, su hábitat principal, y actualmente se la considera en estado de peligro. Existe una importante comunidad en la Sierra de Nador, concretamente el Monte Gurugú, donde son una atracción turística y se acercan a los visitantes que los alimentan e interactúan con ellos sin problemas. Esto también ocurre en localidades como Azrú, cerca de Ifrane, en Marruecos, donde habitan desde hace miles de años. En Europa se los conoce sobre todo por la pequeña comunidad que habita Gibraltar, donde se considera casi como una mascota no oficial, donde pasea sin inmutarse por los parques y tejados de las casas y es alimentada tanto por las autoridades como los lugareños. El origen de esta población es un misterio, pero parece claro que ha sido introducida. Aunque durante el Pleistoceno hubo momentos en que esta especie habitó en toda Europa (llegando por el norte hasta Alemania e Inglaterra) y las costas mediterráneas, decreció rápidamente con la llegada de las glaciaciones hasta extinguirse en la península ibérica hace unos 30 000 años. Se cree que pudo volver en estado domesticado y luego se asilvestró. En cualquier caso, su presencia en el Peñón está documentada antes de que fuera capturado por los ingleses en 1704.

### En Gibraltar
Como parte del patrimonio de Gibraltar, la alimentación y supervivencia de los macacos ha sido responsabilidad de la Royal Navy hasta que fue cedida al gobierno gibraltareño en 1991. La tradición popular dice que mientras las monas persistan en Gibraltar, este seguirá bajo dominio británico, por lo que se ha llegado al punto de que durante la Segunda Guerra Mundial, cuando se temía una posible invasión hispano-germana, el propio primer ministro británico Winston Churchill ordenó traer varias docenas de ejemplares del norte de África para asegurar su exigua población.[cita requerida] Hoy la población de monos ha aumentado, llegando a unos 400 ejemplares.